# Pays de Mixe
Pour les articles homonymes, voir Mixe et Amikuze.
Le pays de Mixe (en basque : Amikuze) est un pays historique de la province basque de Basse-Navarre, en France. Il est formé par la haute vallée de la Bidouze, dans la Basse-Navarre, une des provinces du Pays basque français, dans le département des Pyrénées-Atlantiques.

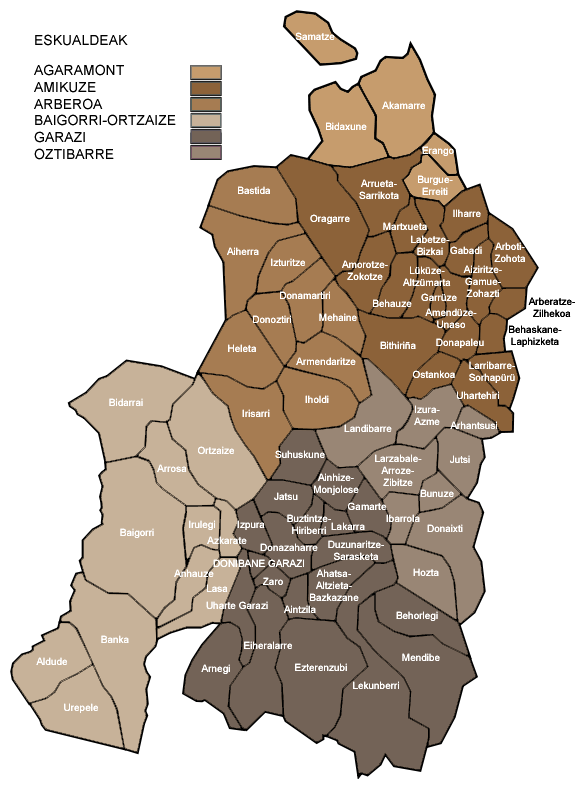
Pays historique dAmikuze

Blason de la Navarre

## Géographie

### Limites
- À l'ouest : la vallée voisine de l'Arberoue.
- Au nord : la principauté de Bidache et le  duché de Gramont.
- À l'est : le Lauhire et la Soule
- Au sud, une autre vallée de la Basse-Navarre  l'Ostabarret et plus loin encore le pays de Cize — ou Garazi — autour de Saint-Jean-Pied-de-Port.

### Physionomie
Les villages commencent à être identiques aux villages béarnais que l'on retrouve de l'autre côté du gave d'Oloron. La haute vallée de la Bidouze est une terre agricole aux lourdes collines, aux forêts épaisses. On retrouve de grands champs de maïs et de belles vaches blondes.

## Histoire
Le territoire de Mixe, rattaché à la couronne de Navarre à la fin du XIIe siècle, comprenait alors une trentaine de hameaux et paroisses et près de 600 maisons anciennes, dont un dixième de maisons nobles (dont les familles souvent rivales de Gramont et de Luxe). Il était divisé en trois mandes, représentées aux États de Navarre :
- la mande d'Outre la Bidouze : à la limite du Béarn et de la Soule, cette mande comprenait les villages et paroisses d'Aïcirits, Arbérats, Béhasque, Camou, Larribar, Lapiste, Saint-Palais, Sillègue, Sorharpur, Suhast, Sussaute et Uhart ;
- la mande de la Barhoue : limitrophe de la Basse-Navarre intérieure, la circonscription incluait les villages et paroisses d'Amendeuix, Beyrie, Gabat, Garris, Ilharre, Luxe, Oneix, Orsanco et Sumberraute ;
- la mande d'Ahetze : la plus occidentale des trois, dans la direction de Bidache et de la vallée de l'Arberoue, cette mande regroupait les paroisses et villages d'Amorots, Arraute, Béguios, Biscay, Charritte, Labets, Masparraute, Orègue et Succos.

En Amikuze la situation est toujours tendue au Moyen Âge. Installés à Luxe-Sumberraute et à Garris (à côté de Saint-Palais), les Beaumont perdent assez tôt le soutien du roi de Navarre, car ils jouent le jeu de la Castille contre les Gramont. Amikuze est riche mais ne peut exporter ses produits que par le Val d'Adour, domaine des Gramont.
Armand vicomte de Belsunce fut bailli du Pays de Mixe en 1738.

## Communes
- Aïcirits-Camou-Suhast
- Amendeuix-Oneix
- Amorots-Succos
- Arbérats-Sillègue
- Arbouet-Sussaute
- Arraute-Charritte
- Béguios
- Béhasque-Lapiste
- Beyrie-sur-Joyeuse
- Gabat
- Garris (La capitale)
- Ilharre
- Labets-Biscay
- Larribar-Sorhapuru
- Luxe-Sumberraute
- Masparraute
- Orègue
- Orsanco
- Saint-Palais
- Uhart-Mixe

## Pays historiques de Basse-Navarre
- Agramont
- Pays de Mixe (Amikuze)
- Arberoue (Arberoa)
- Baïgorry-Ossès (Baigorri-Ortzaize)
- Pays de Cize (Garazi)
- Ostabarret (Oztibarre)[4]